# Motozintlec
Motozintlec (Motozintleca, Motozintlecos, Mochos).- Maleno pleme porodice Mayan (Mayense) Indijanaca nastanjeno u Gvatemali i meksičkoj državi Chiapas (oko 400) podno vulkana Tacana na općinama Motozintla, Tuzantán, Tuzantán de Morelos i Belisario Domìnguez. Motozintleci jezično pripadaju plemenima poznatim kao Kanjobal. Grupa poznata poznata pod imenom Tuzantec, njihov je ogranak i služi se posebnim dijalektom. 

## Vanjske poveznice
- Motozintlecos  Arhivirana inačica izvorne stranice od 7. lipnja 2007. (Wayback Machine)
- Mochos  Arhivirana inačica izvorne stranice od 17. veljače 2007. (Wayback Machine)
- Mexico Native Peoples Map